# Slag bij Harpers Ferry
De Slag bij Harpers Ferry vond plaats tussen 12 en 15 september 1862 tijdens de Amerikaanse Burgeroorlog. De Zuidelijke generaal Robert E. Lee viel Maryland binnen. Een deel van zijn leger onder generaal-majoor Thomas Jackson viel via een omtrekkende beweging Harpers Ferry aan. Na de omsingeling van het Noordelijke garnizoen werd de stad gebombardeerd. Uiteindelijk gaf het Noordelijk garnizoen zich over.
Terwijl Lees Army of Northern Virginia via de Shenandoahvallei Maryland binnentrok, plande hij een aanval op het Noordelijke arsenaal van Harpers Ferry. Hiermee zou Lee een grote voorraad aan wapens, munitie en voorraden veroveren. Hij stelde eveneens zijn bevoorradingsroute naar het Zuiden veilig. Lee werd achtervolgd door het Noordelijk Army of the Potomac onder leiding van generaal-majoor George B. McClellan, dat twee keer sterker was dan zijn eigen Army of Northern Virginia. Toch nam Lee het risico zijn leger op te splitsen, waarna hij een deel naar Harpers Ferry stuurde om dit garnizoen van drie zijden aan te vallen. De Noordelijke kolonel Dixon S. Miles was de garnizoenscommandant. Hij wilde zo veel mogelijk soldaten in Harpers Ferry houden om de stad te beschermen. Toch werden de meeste naar de omliggende heuvels gestuurd om daar strategische stellingen in te nemen. De slecht uitgeruste verdedigingswerken op de Maryland Heights werden na een korte schermutseling op 12 september ingenomen door de Zuidelijken. Geconcentreerde Zuidelijke aanvallen op 13 september verjoegen de Noordelijken van de rest van de heuvels rond de stad.
Tijdens de gevechten op Maryland Heights arriveerden de andere Zuidelijke colonnes. Tot hun verbazing stelden ze vast dat de andere strategische stellingen ten westen en ten zuiden van de stad niet werden verdedigd. Jackson stelde de artillerie op rond de stad. Hij gaf het bevel aan generaal-majoor A.P. Hill om via de westelijke oever van de Shenandoah een flankaanval uit te voeren op de vijandelijke linkerflank.
Deze aanval zou de volgende morgen moeten plaatsvinden. In de ochtend van de 15de september had Jackson 50 kanonnen opgesteld op de Maryland Heights en langs de voet van Loudoun Heights. Hij opende een bombardement van alle zijden tegelijkertijd en de infanterie werd naar voren gestuurd. Miles besefte dat hij zijn stellingen niet lang kon verdedigen en liet de witte vlag hijsen. Voor hij zichzelf kon overgeven, viel hij dodelijk gewond neer. Hij stierf de volgende dag. Nadat Jackson 12.000 Noordelijke soldaten had geregistreerd, spoedde hij met zijn mannen naar Sharpsburg. Daar vond hij aansluiting met Lee, die zich voorbereidde op wat de Slag bij Antietam zou worden.

## Achtergrond
Harpers Ferry is een stadje aan de samenvloeiing van de Potomac en de Shenandoah. Hier werd in 1799 een arsenaal gesticht door de eerste president van de Verenigde Staten George Washington. Later werd een brug gebouwd om de Baltimore and Ohio Railroad door te trekken. De nederzetting was zeer moeilijk te verdedigen. Er lagen rondom heuvels. Ten westen bevond zich Bolivar Heights met een plateau dat tot aan de Shenadoah liep. Ten zuiden, langs de overzijde van de Potomac, was Loudoun Heights. Aan de andere zijde van de Potomac ten noordoosten van Harpers Ferry was Elk Ridge, een uitloper van de Maryland Heights. Een Noordelijke soldaat schreef: "Als we deze drie heuvels niet kunnen houden, dan is Harpers Ferry even gemakkelijk te verdedigen als de bodem van een put."
Terwijl zijn Army of Northern Virginia Maryland binnentrok, hoopte Lee dat de verschillende Noordelijke garnizoenen bij Winchester, Martinsburg en Harpers Ferry zouden worden geëvacueerd door de vijand omdat ze anders zouden ingesloten worden. Winchester en Martinsburg waren inderdaad verlaten. Het garnizoen van Harpers Ferry bleef echter ter plaatse. Daarom besliste Lee om dit garnizoen te verslaan en alle aanwezige munitie, geweren en ander voorraden te veroveren. Ook zou zijn aanvoerlijn naar Virginia veilig gesteld zijn.
McClellan wilde het garnizoen bij zijn veldleger voegen, maar dit werd geweigerd door generaal Henry W. Halleck omdat enerzijds een dergelijke operatie te ingewikkeld zou zijn en anderzijds het garnizoen het tot de laatste kogel zou moeten uithouden. Halleck verwachtte blijkbaar van de lokale commandant, kolonel Dixon S. Miles, dat hij de moed zou bezitten. Miles was een 38-jarige veteraan van de Mexicaans-Amerikaanse Oorlog. Na de Eerste Slag bij Bull Run moest hij voor de krijgraad verschijnen op beschuldiging van dronkenschap tijdens de slag. Miles werd geheelonthouder en werd overgeplaatst naar de rustige buitenpost van Harpers Ferry. Het garnizoen telde 14.000 voornamelijk onervaren soldaten.
Tijdens de nacht van 11 september arriveerde McLaws bij Brownsville op ongeveer 10 km ten noordoosten van Harpers Ferry. Hij liet 3.000 soldaten achter bij Brownsville Gap om zijn achterhoede te beschermen. 3.000 andere soldaten werden naar de rivier de Potomac gestuurd om eventuele ontsnappingsroutes af te sluiten. Op 12 september stuurde hij zijn veteranen onder leiding van brigadegeneraals Joseph B.Kershaw en William Barksdale naar de Maryland Heights om deze in te nemen. De andere Zuidelijke colonnes boekten slechts langzaam vooruitgang. Jacksons soldaten zaten vast bij Martinsburg, terwijl Walkers soldaten eerst het Monocacy-aquaduct moesten vernietigen. De genie had echter moeilijkheden met de opdracht. Uiteindelijke gaven ze het op en trokken door naar Harpers Ferry. Op 13 september bereikte hij uiteindelijk zijn bestemming. De aanval was reeds twee dagen uitgesteld, wat het gevaar voor een aanval van McClellan alleen maar vergrootte.

## De Slag

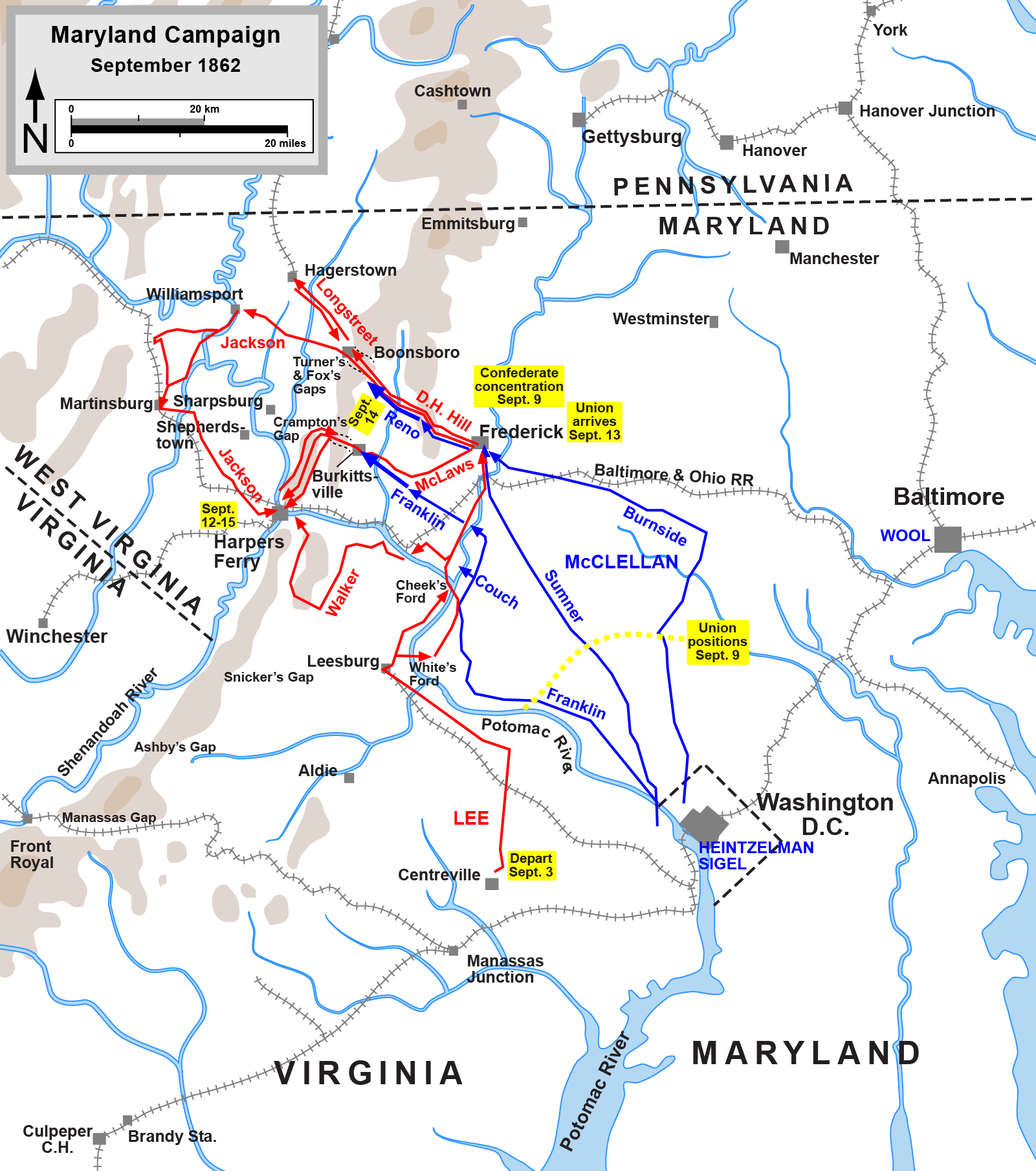
Maryland-veldtocht tussen 3 en 15 september 1862

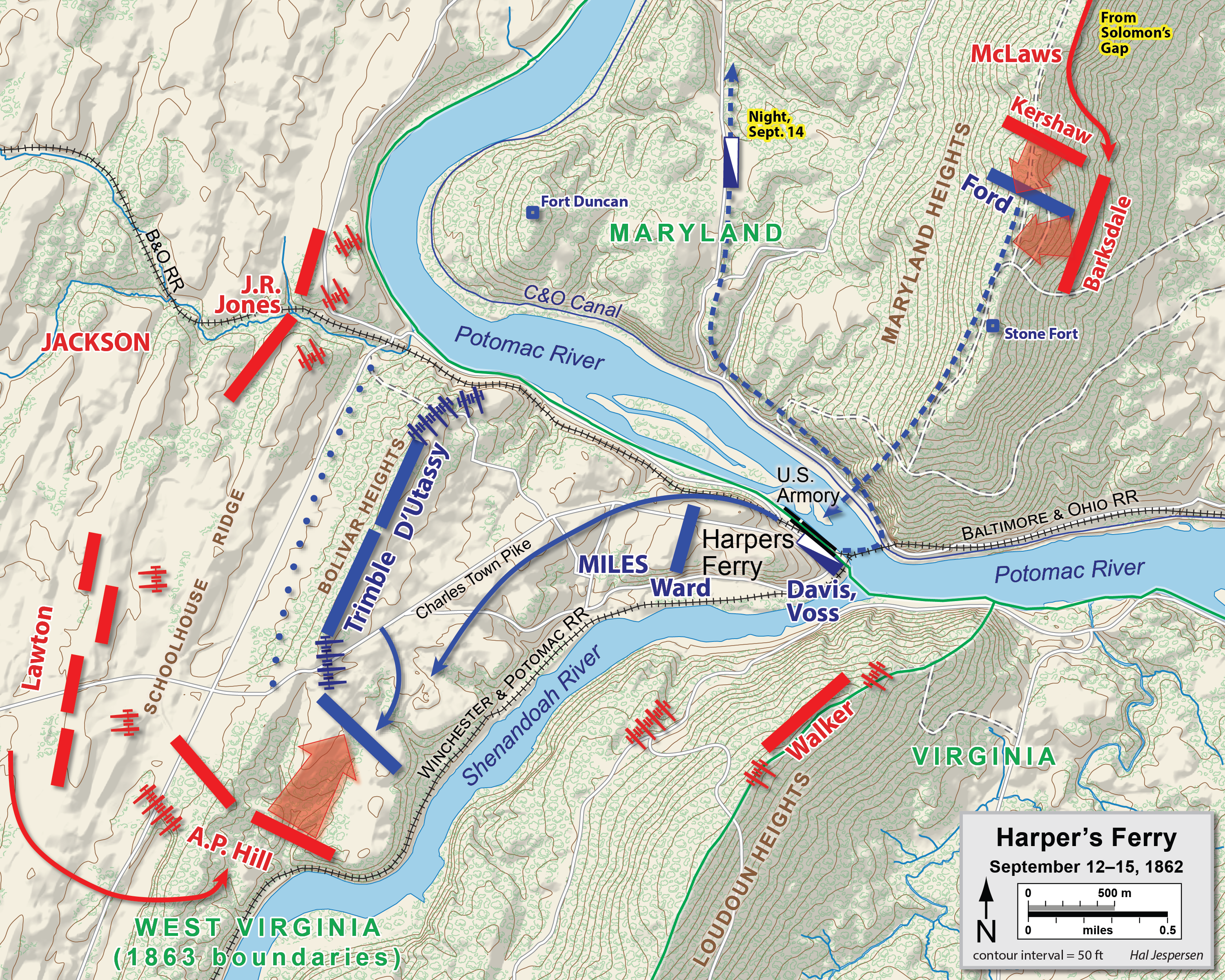
Slag bij Harpers Ferry

### 12 september
Miles wilde zo veel mogelijk eenheden bij zich houden in plaats van de strategische posities op de heuvels in te nemen. Hij interpreteerde zijn orders letterlijk om de stad koste wat kost te verdedigen. De stellingen op de Maryland Heights waren in eerste instantie bedoeld om kleine aanvallen te weerstaan, niet om de heuvels zelf te verdedigen. Ongeveer halverwege de heuvels stond zware artillerie opgesteld, waaronder een 50-ponds Parrot en vier 12-ponds kanonnen. Op de Maryland Heights zelf lagen 1.600 soldaten (vier regimenten) in stelling onder leiding van kolonel Thomas H. Ford van de 32nd Ohio Infantry. Sommige van de regimenten, zoals de 126th New York, hadden weinig tot geen ervaring. Ze bouwden primitieve stellingen en stuurden scherpschutters naar vooruitgeschoven posities. Op 12 september verscheen Kershaws brigade. Na een kort vuurgevecht hielden de Zuidelijken halt en sloegen voor de komende nacht hun tenten op.

### 13 september
Kershaw opende de aanval rond 6.30 uur. Hij liet zijn eigen brigade een frontale aanval uitvoeren terwijl Barksdales brigade de Noordelijke rechterflank aanviel. Kershaws soldaten werden tweemaal met zware verliezen teruggedrongen. De onervaren New Yorkers hielden stand. Die ochtend was hun bevelhebber kolonel Ford ziek geworden en vervangen door kolonel Eliakom Sherril. Sherril raakte gewond door een kogel door zijn wang en tong, waardoor zijn soldaten in paniek raakten. Toen Barksdale de flank naderde, brak de Noordelijke linie. Hoewel Sylvester Hewitt de resterende regimenten de opdracht gaf zich verderop te hergroeperen, kregen ze rond 15.30 uur het bevel van Ford om zich terug te trekken. (De 900 soldaten van de 115th New York halverwege de heuvel werden vergeten.) De artillerie werd onklaar gemaakt en ze trokken zich terug naar Hapers Ferry. Later zou Ford beweren dat hij het bevel van Miles uitvoerde, maar een onderzoekscommissie stelde hem in het ongelijk. Hij werd uit het leger ontslagen.
Tijdens de gevechten op Maryland Heights arriveerden de andere Zuidelijke colonnes. Walker naderde de voet van Loudoun Heights rond 10.00 uur en Jacksons divisies rond 11.00 uur bij Bolivar Heights. Tot hun verbazing stelden ze vast dat deze stellingen niet verdedigd werden. In de stad beseften ze ondertussen dat de omsingeling voltooid was. Ze vroegen Miles om toestemming de Maryland Heights te heroveren. Miles weigerde. Hij negeerde echter de dreiging van vijandelijke artillerie op de heuvels ten noordoosten en ten zuiden van de stad.
In de late avond stuurde Miles kapitein Charles Russell van de 1st Maryland Cavalry met negen cavaleristen langs de vijandelijke linies om aan McClellan de boodschap over te brengen dat het garnizoen het maximaal 48 uur kon volhouden. Anders zou hij zich moeten overgeven. Russels soldaten slaagden erin McClellans hoofdkwartier in Frederick in Maryland te bereiken. McClellan was verrast door de inhoud van de boodschap. Hij schreef Miles terug dat een ontzettingsmacht op weg was en gaf hem het bevel het tot de laatste snik vol te houden en de Maryland Heights te heroveren. Het VI Corps van generaal-majoor William B. Franklin werd via Crampton's Gap naar Harpers Ferry gestuurd. Hoewel drie boodschappers op pad werden gestuurd met het goede nieuws, raakte geen enkele koerier op tijd in Hapers Ferry.

### 14 september
Terwijl er in alle hevigheid gevechten woedden rond de passen van South Mountain, stelde Jackson zorgvuldig de artillerie rond Harpers Ferry op. Op Maryland Heights werden vier zware Parrotkanonnen opgesteld. Per kanon had men 200 soldaten nodig om ze op hun plaats te krijgen. Hoewel Jackson overal tegelijkertijd het vuur wilde openen, was Walker ongeduldig en begon hij net voor 13.00 uur een ongecoördineerde beschieting met vijf kanonnen. Jackson stuurde Hill naar de westelijke oever van de Shenandoah met het doel de Noordelijke linkerflank de volgende ochtend aan te vallen.
De Noordelijke soldaten wisten dat ze nog maar krap 24 uur de tijd hadden om iets te doen. Toch vielen ze Maryland Heights niet aan. Ondanks dat de Zuidelijken slechts één regiment achtergelaten hadden op de Heights nadat McLaw de rest naar Crampton's Gap had verplaatst om een Noordelijke aanval af te slaan.
Kolonel Benjamin Franklin Davis stelde aan Miles voor om met de 12 Illinois Cavalry en de Loudoun Rangers een uitbraakpoging te ondernemen. Cavalerie kon anders toch maar weinig uitrichten tijdens een belegering. Na veel aandringen liet Miles zich vermurwen. Davis en kolonel Amor Voss zetten hun 1.400 cavaleristen over de Potomac via een pontonbrug. Na enkele spannende momenten botsten ze op een Zuidelijke bevoorradingscolonne bij Hagerstown. Deze vervoerde de reservemunitie van Longstreets eenheden. Na een schermutseling met Zuidelijke cavalerie veroverden de Noordelijken veertig wagens. Davis verloor geen enkele soldaat.

### 15 september
In de ochtend had Jackson ongeveer 50 stukken geschut opgesteld op de Maryland Heights en bij de voet van de Loudoun Heights. Jackson opende vanaf verschillende zijden een krachtige artilleriebarrage op de belegerde stad. De Zuidelijke infanterie kwam in actie om 8.00 uur. Miles besefte dat de Noordelijken voor een verloren zaak vochten. Hij had geen hoop op ontzetting en zijn munitie was bijna op. Na een vergadering met zijn officieren besloot Miles tot overgave. Hij werd echter voor de ceremonie door een granaatscherf geraakt in zijn linkerbeen. Hij stierf de volgende dag.

## Gevolgen
Jackson had een grote overwinning behaald met weinig verliezen. De Zuidelijken hadden 39 doden en 247 gewonden te betreuren, vooral na de gevechten bij de Maryland Heights. Aan Noordelijke zijde vielen 44 doden en 173 gewonden. Daarnaast gaf de rest van het garnizoen zich over met 12.419 soldaten, 13.000 vuurwapens, 200 wagons en 73 stukken artillerie. Dit was de grootste overgave van Noordelijke troepen tijdens het conflict.
Zuidelijke soldaten hadden genoeg te eten en trokken de buitgemaakte Noordelijke uniformen aan. Dit zou de volgende dagen nog voor verwarring zorgen. Alleen Jacksons cavalerie was teleurgesteld. De Noordelijke cavalerie had weten te ontsnappen.
Jackson stuurde een koerier naar Lee met de boodschap: "Dankzij Gods zegen zijn Harpers Ferry en het garnizoen in onze handen gevallen." Toen hij de stad binnenreed, keken de Noordelijke soldaten nieuwsgierig naar de beroemde Stonewall Jackson. In de vroege namiddag ontving Jackson een dringende boodschap van Lee om zich zo snel mogelijk naar Sharpsburg te begeven. Jackson liet A.P. Hill achter bij Harpers Ferry, liet de Noordelijke gevangenen onder voorwaarden vrij en spoedde zich naar Sharpsburg. Hij kwam net op tijd aan om een actieve rol te spelen in de Slag bij Antietam.